# 株式累積投資
株式累積投資（かぶしきるいせきとうし）とは、投資をする者が指定した銘柄を、毎月、一定の額で買い付けることのできる制度である。るいとうの略称が用いられる。
証券会社は複数の出資を取りまとめ、共同買付けを行う。証券会社により定義は異なるものの、通常、投資をする者は毎月1万円以上の一定の額を出資すればよく、これにより少額の資金から株式投資が可能となる。
出資を続けた結果、単元株数に達すると、その株式が出資者の名義に書き換えられ、その銘柄の株主となることができる。
毎月一定額で買い付けるためドル・コスト平均法と同じであり、評価損のリスクが低減されるメリットがある。

## 関連
株式ミニ投資（ミニ株） - 類似した制度